# سکندر لودی
نظام خان سکندر لودی بن بهلول (درگذشت: ۲۱ نوامبر ۱۵۱۷) دومین فرمانروا از سلطان‌های دهلی از پشتون هایه قبیله لودی بود که حدود ۳ دهه بر بخش بزرگی از هندوستان فرمان راندند.
سکندر لودی بخش بزرگی از زمان فرمانروایی‌اش را در جنگ و لشکرکشی سپری کرد.
سکندر به زبان فارسی توجه داشت و خود به فارسی شعر می‌گفت و «گلرخی» تخلص می‌کرد.
از جمله اصلاحاتی که در زمان خود انجام داد قرار دادن زبان فارسی به عنوان زبان حسابداری و دفتر حساب در هندوستان بود. او نخستین پادشاهی بود که زبان فارسی را در هند زبان رسمی دربار می‌کرد.
در زمان آشوب پیش از او، رواج زبان فارسی در هندوستان نیز دچار آشفتگی شده‌بود و حاکمان پشتون با فارسی دشمنی می‌کردند. چنانچه آخوند درویزه در این باره می‌نویسد:
به حکم آن‌که جهل و سختی بر افغانان غالب است هر که در زبان فارسی نطق و تکلم کند او را دشمن گیرند.
سکندر لودی در سال ۱۵۱۷ میلادی درگذشت و آرامگاه او در دهلی نو است.